# Tiburón
För andra betydelser, se Tiburon.
Tiburón (spanska: Isla del Tiburón eller Isla Tiburón; seri: Tahejöc) är med en yta på 1201 km² Mexikos största ö. Ön ligger i Californiaviken (i delstaten Sonora, nära Hermosillo) och är naturreservat sedan 1963. Ön är obebodd, med undantag för ett mexikanskt militärläger på öns östra och södra kust. Mitt emot Tiburón ligger ön Isla Ángel de la Guarda. Den är, liksom Tiburón, en del av den kedja av öar som kallas Islas Grandes.
Under 1960- och början av 1970-talet drevs ett litet jakt- och fiskeläger på norra änden av ön. Det fanns också ett flygfält. Flygfältet gjordes obrukbart av den mexikanska militären omkring 1995 i ett försök att hindra det från att användas av smugglare som var aktiva i området vid den tiden.
Tiburón kan nås från Punta Chueca, som är det närmaste samhället, och från Bahía de Kino. Sundet mellan fastlandet och ön kallas Canal del Infiernillo ("Helveteskanalen"), på grund av de starka tidvattenströmmarna som kan göra navigering besvärlig.